# Grace O'Malley

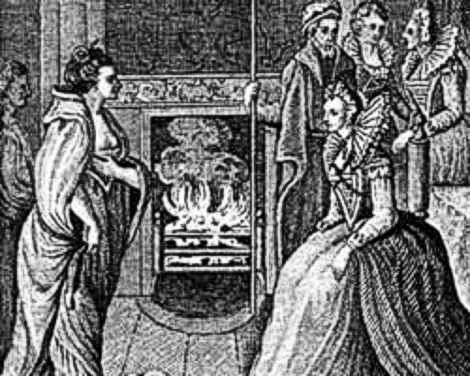
Grace O'Malley och Elisabet I.

Grace O'Malley född 1530, död 1603, var en irländsk monark och sjörövare. Hon var drottning av Umaill (i nuvarande grevskapet Mayo) och klanhövding av Ó Máille, är känd för sin aktivitet som pirat och ibland kallad "Sjödrottningen av Connaught". Hennes namn förekommer i olika versioner, bland andra Gráinne O'Malley och Gráinne Ní Mháille. Hon är en välkänd gestalt inom irländsk historia och folklore, där hon ofta kallas Granuaile.

## Bakgrund
Grace O'Malley var det enda legitima barnet och därmed arvtagare till klanhövdingen Eoghan Dubhdara Ó Máille och Maeve Ní Mháille. Hennes föräldrar var medlemmar av samma klan, som hade sin bas i Clew Bay i County Mayo. Hennes klan var en av få sjöfarande klaner på Irlands västkust och tog upp skatt från alla som fiskade i deras farvatten. Under denna tid var Irland endast till namnet under engelsk överhöghet, medan de inhemska klanhövdingarna i praktiken regerade över sina områden som lokala monarker. Hon fick sitt smeknamn Granuaile (den snaggade) efter att hon enligt legenden en gång ha klippt av sig håret för att få följa med på sin fars skepp, sedan han sagt att hennes långa hår skulle fastna i seglen. Hon fick troligen en hög utbildning, eftersom det är bekräftat att hon talade latin och troligen också engelska, spanska, skotsk gaeliska och franska.

## Familj
Grace O'Malley gifte sig 1546 med Dónal an Chogaidh Ó Flaithbheartaigh, tronföljare av Iar Connacht (Conamara), med vilken hon fick tre barn. Hennes första make dog i början av 1560-talet. År 1566 gifte hon sig en andra gång med klanhövdingen Risdeárd an Iarainn Bourke. Paret fick en son. Hon ska ha ingått sitt andra äktenskap för att få en strategisk hamn till sin piratflotta genom att skaffa sig kontrollen över makens slott Rockfleet Castle vid Newport. Det andra äktenskapet ingicks under Brehonernas lag 'for one year certain', vilket innebar att hon hade rätt att ta ut skilsmässa efter ett år. År 1567 ska hon därför ha ockuperat Rockfleet Castle och tagit ut skilsmässa medan maken var utanför slottet, och därmed behållit det i sin ägo. Enligt engelsk lag ansågs de dock fortfarande gifta. Hon ska också ha haft kärleksförhållande som inte ledde till äktenskap, och en son utanför äktenskapet. Enligt legenden ska hon ha belägrat Doona Castle i Ballycroy som hämnd för att dess ägare, klanen MacMahons, hade mördat hennes tonåriga älskare Hugh de Lacy, som hon räddat undan ett skeppsbrott.

## Regering och verksamhet
Grace O'Malley ägnade sig tidigt åt sjöfart och internationell handel. Som sin fars enda legitima barn ärvde hon positionen som klanhövding samt stora landområden och flera fort av honom vid hans död. Då hon cirka 1560 blev änka bosatte hon sig på Clare Island tillsammans med flera medlemmar av makens klan O'Flaherty, och gjorde det till sin sjöbas. Hon är känd för sitt försvar av fortet Lough Corrib, som hon försvarade både mot klanen Joyce och mot engelsmännen. Hennes flotta bordade alla skepp på väg till Galway och krävde skatt av dem innan de tilläts fortsätta till staden, antingen i pengar eller varor, vid hot om våld, hot som också verkställdes vid behov. Hon rekryterade fredlösa från Irland och Skottland och attackerade skepp från åtminstone västra Skottland till södra Irland. Hon genomförde också räder på land och attackerade fort längs kusterna. Hon erövrade bland annat Doona Castle i Ballycroy och dödade då alla dess innevånare.
På grund av sina räder mot Galways sjöförbindelser var hon i konflikt med denna stad, som anmälde henne för sjöröveri till Englands ståthållare i Dublin. År 1579 attackerades hennes slott på Clare Island utan framgång av en expedition från Galway ledd av Sheriff William Óge Martyn. Vid denna tid började Englands makt över Irland öka allt mer, något hon motsatte sig, och 1593 anklagades hon för att vara ett stöd för irländska uppror mot England sedan fyrtio år tillbaka. Då hennes två söner och halvbror togs till fånga av England begav hon sig till Elisabet I av England för att förhandla.

## Fred med England och senare liv
Grace O'Malley besökte Elisabet officiellt i Greenwich Palace, och vägrade att buga för att visa att hon inte ansåg Elisabet som Irlands monark. Hon bar en dolk på sig vid mötet, och snöt sig också i en hovdams näsduk, vilken hon sedan kastade på elden som ett tecken på ringaktning. Enligt förhandlingarna gick hon med på att sluta stödja det irländska upproret och bedriva sjöröveri mot England, medan Elisabet i utbyte bland annat gick med på att avsätta Richard Bingham från sitt ämbete på Irland. Vid återkomsten till Irland höll hon sig först till avtalet, men då hon upptäckte att Elisabet efter ett tag återinsatte Richard Bingham, ansåg hon avtalet brutet och gav åter sitt stöd till det irländska upproret. Hon avstod dock i allmänhet från att rikta sina piraträder mot engelska mål i fortsättningen.